# ゼーアドラー (競走馬)
ゼーアドラー（1936年3月11日生）は日本の競走馬である。1941年秋の中山農林省賞典障碍に優勝した。
父のハクコウは農林省賞典競走、横浜の帝室御賞典の勝ち馬。また、当時としては珍しい芦毛の種牡馬であり、ゼーアドラーも芦毛である。ゼーアドラー以外の産駒では、他に1944年春の農林省賞典障碍に優勝したイマカゼを出している。母のレイコウは小岩井農場の基礎輸入牝馬の一頭・プロポンチスの孫で、新堀牧場の生産で平地で9勝を挙げて1万5千4百余円を稼ぎ、その後繁殖として新堀牧場に戻った。ゼーアドラーはその2番目の産駒である。
1939年春の横浜でデビューしたが、秋の中山まで初勝利を挙げることはできず、翌1940年春の中山で2勝目を挙げた後は勝てず、平地は28戦して2勝に終わった。平地での2勝はいずれも3200mの制限競走であり、同年秋の目黒記念では10頭立ての5着となっている。
1941年春の横浜開催からそれまでの廣井厩舎から尾形厩舎に転厩して障害入りすると、障害初出走で初勝利を挙げた。中山農林省賞典障碍にも出走したが、優勝したライハルオンから8馬身差の3着に敗れ、東京の古呼馬障碍特別は2着。春シーズンは7戦2勝の成績だった。秋の開催では阪神と京都で1勝ずつを挙げ、京都の古呼馬障碍特別はタマヤングの2着、そして中山初戦の特ハンで69kgを背負って勝利した。そして米英に宣戦を布告する前日、12月7日の中山農林省賞典障碍では6頭立ての1番人気となり、ウオアグロウリに2馬身半の差をつけて優勝した。
1942年は春の中山4日目の別定競走で追いすがるデロシをアタマ差抑えて勝利、東京の4050mの古呼馬障碍特別ではスタート出遅れながらも最後の障害は先頭で飛び、追ってきたダイゴローを突き放して優勝した。この東京開催を最後に引退となり、日本競馬会に購入されて胆振種馬場にて種牡馬となった。しかし、翌1943年には十勝種馬場に移管し、1944年にわずか2シーズン目で廃用となった。産駒は1947年から出走したが、活躍馬は出ていない。
障害競走では16回出走し、1着8回、2着5回、3着2回、4着1回と、5着以下となったことがなく、出遅れ癖のある馬としては安定した成績を収めた。

## 血統表
| ゼーアドラーの血統    | ゼーアドラーの血統                    | ゼーアドラーの血統       | （血統表の出典）       | （血統表の出典） |
| 父 ハクコウ 1929 芦毛 | 父の父Purple Shade 1921 芦毛          | Royal Canopy             | Roi Herode             | Roi Herode       |
| 父 ハクコウ 1929 芦毛 | 父の父Purple Shade 1921 芦毛          | Royal Canopy             | Cream o'th'Sky         |                  |
| 父 ハクコウ 1929 芦毛 | 父の父Purple Shade 1921 芦毛          | Queenie                  | Charles O'Malley       | Charles O'Malley |
| 父 ハクコウ 1929 芦毛 | 父の父Purple Shade 1921 芦毛          | Queenie                  | Queen of the Hawthorns |                  |
| 父 ハクコウ 1929 芦毛 | 父の母*スリリング Thrilling 1922 鹿毛 | Theo Bold                | Sundridge              | Sundridge        |
| 父 ハクコウ 1929 芦毛 | 父の母*スリリング Thrilling 1922 鹿毛 | Theo Bold                | *プロポンチス          |                  |
| 父 ハクコウ 1929 芦毛 | 父の母*スリリング Thrilling 1922 鹿毛 | Ling                     | Rochester              | Rochester        |
| 父 ハクコウ 1929 芦毛 | 父の母*スリリング Thrilling 1922 鹿毛 | Ling                     | Calluna                |                  |
| 母 レイコウ 1929 栗毛 | 母の父*ガロン Gallon 1909 栗毛        | Gallinule                | Isonomy                | Isonomy          |
| 母 レイコウ 1929 栗毛 | 母の父*ガロン Gallon 1909 栗毛        | Gallinule                | Moorhen                |                  |
| 母 レイコウ 1929 栗毛 | 母の父*ガロン Gallon 1909 栗毛        | Flair                    | St. Frusquin           | St. Frusquin     |
| 母 レイコウ 1929 栗毛 | 母の父*ガロン Gallon 1909 栗毛        | Flair                    | Glare                  |                  |
| 母 レイコウ 1929 栗毛 | 母の母第四プロポンチス 1913 栗毛      | *インタグリオー Intaglio | Childwick              | Childwick        |
| 母 レイコウ 1929 栗毛 | 母の母第四プロポンチス 1913 栗毛      | *インタグリオー Intaglio | Cameo                  |                  |
| 母 レイコウ 1929 栗毛 | 母の母第四プロポンチス 1913 栗毛      | *プロポンチス Propontis  | Ravensbury             | Ravensbury       |
| 母 レイコウ 1929 栗毛 | 母の母第四プロポンチス 1913 栗毛      | *プロポンチス Propontis  | Marmora                |                  |
| 出典                  | 1.                                    | 1.                       | 1.                     | 1.               |